# Charles Dana Gibson
Pour les articles homonymes, voir Gibson.
Charles Dana Gibson, né à Roxbury (Boston) dans le Massachusetts le 14 septembre 1867 et mort à Cambridge (Massachusetts) le 23 décembre 1944, est un artiste américain, célèbre pour avoir créé l'un des premiers archétypes de « beauté américaine », en dessinant ce que l'on a appelé la Gibson Girl.

## Biographie

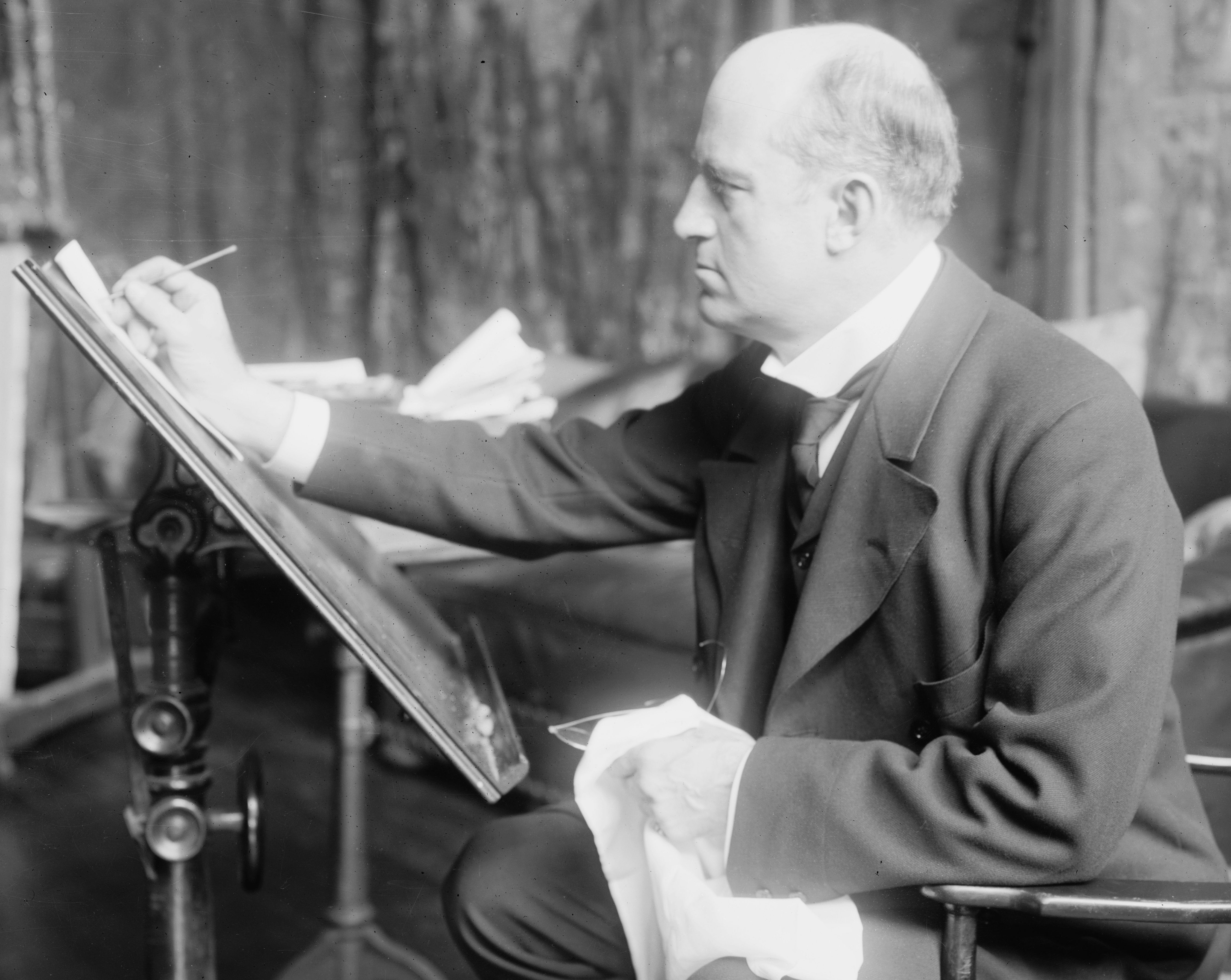
Charles Dana Gibson au travail.

Jeune homme de talent, Charles Dana Gibson est inscrit par ses parents à l'Art Students League à Manhattan, où il étudie pendant deux ans avant de partir chercher du travail. En faisant du  porte-à-porte, il finit par vendre son premier dessin à l'hebdomadaire Life Magazine de John Ames Mitchell en 1886. 
Ses créations y paraissent alors chaque semaine pendant plus de trente ans. Il se taille également une réputation plus large, car ses dessins sont publiés dans la plupart des grandes publications de New York, telles que Harper's Weekly, Scribners et Collier's Weekly. Les lecteurs français découvrent ses dessins dans le magazine Je sais tout à partir de 1905.
Ses illustrations de livres comptent l'édition de 1889 du Prisonnier de Zenda d'Anthony Hope et sa suite, Rupert de Hentzau. L'importance prise par la Gibson Girl fait de Gibson un créateur demandé dans le monde entier. 
Il est enterré dans le cimetière de Mount Auburn à Cambridge au Massachusett(p277).

## LaGibson Girl
C'est vers 1887 que la première vraie représentation de l'idéal de la beauté américaine voit le jour sous les pinceaux de Charles Dana Gibson. Elle était principalement représentée au crayon ou à l'encre de Chine.

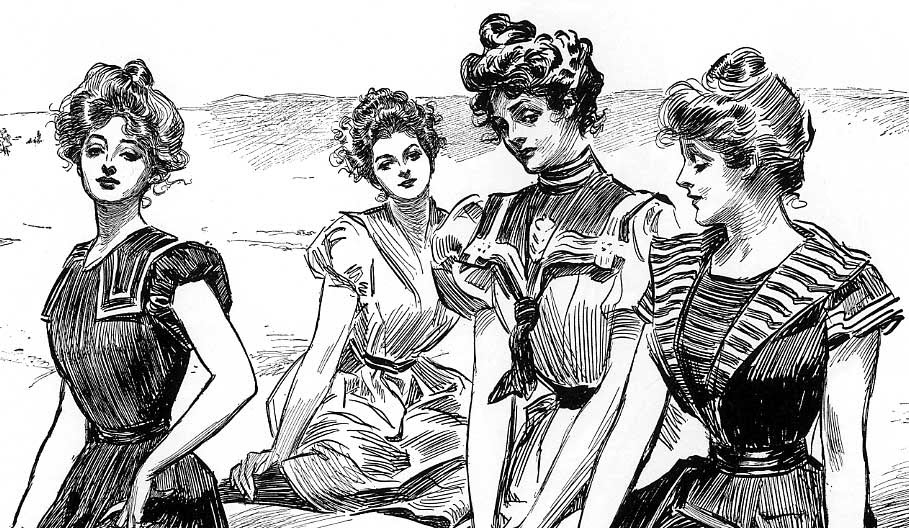
Gibson Girls à la plage (1898).